# Crytea lissogena
Crytea lissogena là một loài tò vò trong họ Ichneumonidae.